# Дім Ламартіна (Пловдів)
Дім Ламартіна — пам'ятка архітектури болгарського відродження в місті Пловдив, Болгарія.

## Історія
Його власником був видатний представник пловдівського купецького стану Георгій Мавріді. Дім побудував невідомий майстер-будівельник у 1829–1830 роках. Це один з найбільших і найкрасивіших симетричних будинків Старого міста Пловдива. Він був зовсім новим, коли великий французький поет і мандрівник Альфонс де Ламартін зупинявся там влітку 1833 року, повертаючись із подорожі на Близький Схід. Він провів у домі лише три дні, але був зачарований його гостинними господарями й засвідчив це своїм письмом.

## Опис
Навіть побіжний погляд на подвір'я переконає нас у тому, що майстри-будівельники надзвичайно винахідливо пристосували споруду до складного рельєфу. Будинок має неправильні обриси фундаменту та першого поверху. Два верхніх поверхи побудовані в симетрії. Кожен з них, як еркер, виступає над нижнім поверхом, що збільшило об'єм будівлі. Великі дерев'яні ворота виходять на подвір'я будинку. Сам внутрішній дворик затишний, терасовий, з невеликими сходами на інший рівень, з гарною прибудовою, обставленою сьогодні як невелика приймальня.
На перший поверх ведуть кам'яні сходи. Хаєти на двох поверхах складаються з трьох частин: невеликої прямокутної вітальні, овальної вітальні та клітки сходів. Внизу кожного з них видніється витончена ніша алафранги[що це?] з розписним декором. Є чотири симетричні кімнати різних розмірів, добре засклені та з багатим геометричним різьбленим оздобленням по дереву на стелях і дверях. Будинок використовувався як будинок відпочинку болгарських письменників. В одній із кімнат на першому поверсі була організована невелика музейна виставка, присвячена Ламартіну. У книзі гостей виставки з гордістю вміщені імена відомих людей нашого часу з усього світу: письменників, громадських діячів, політиків.

## Галерея

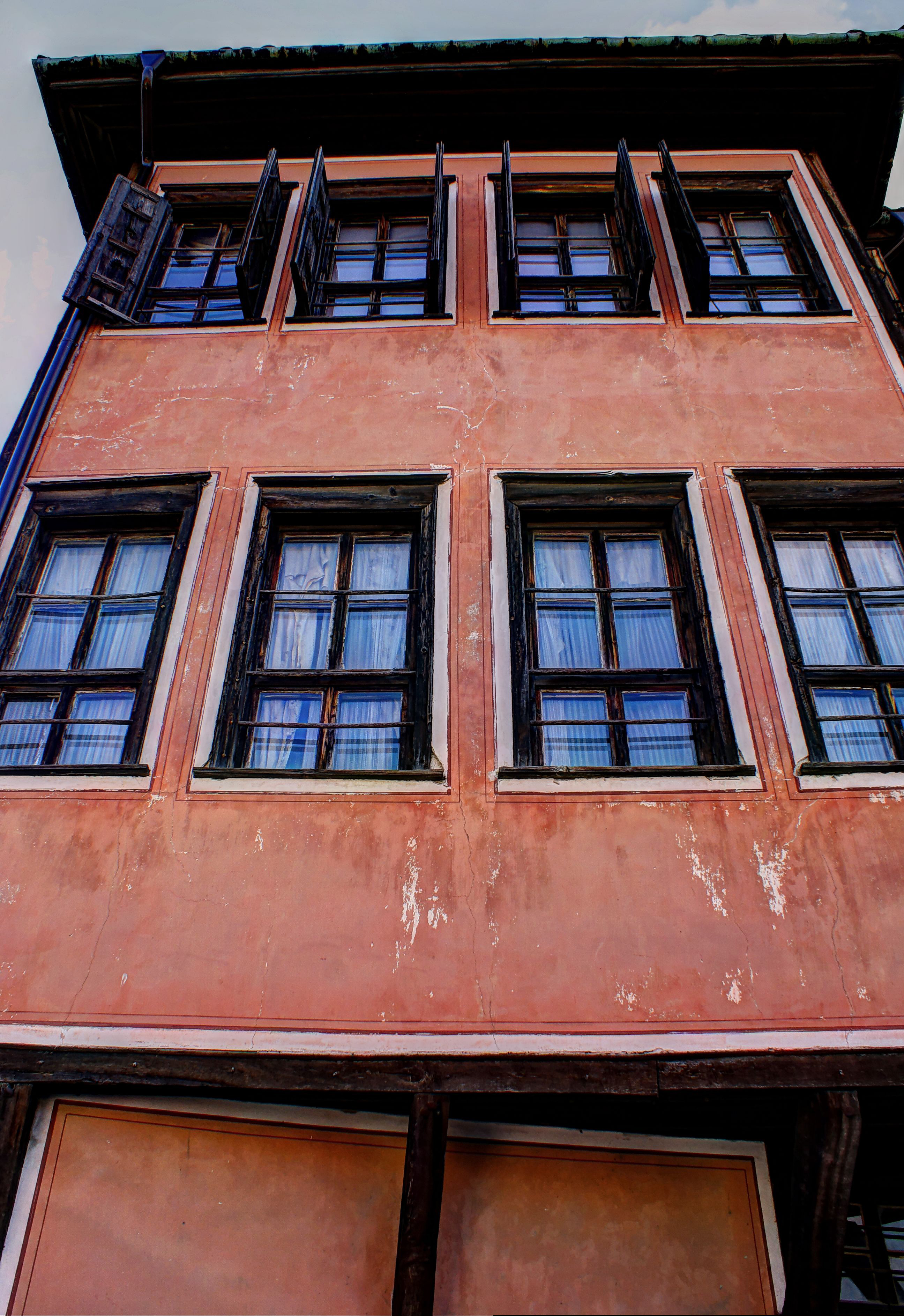
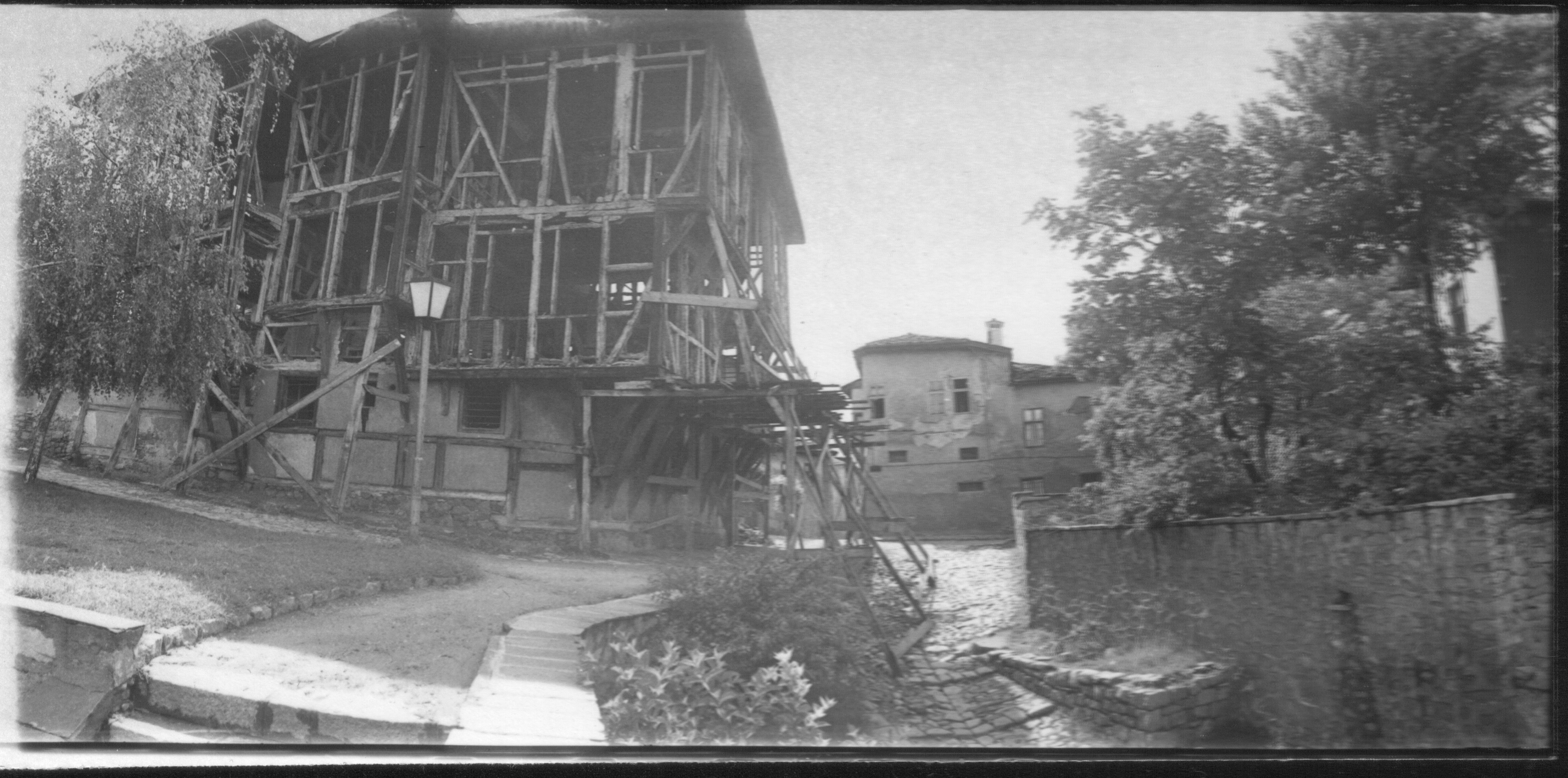
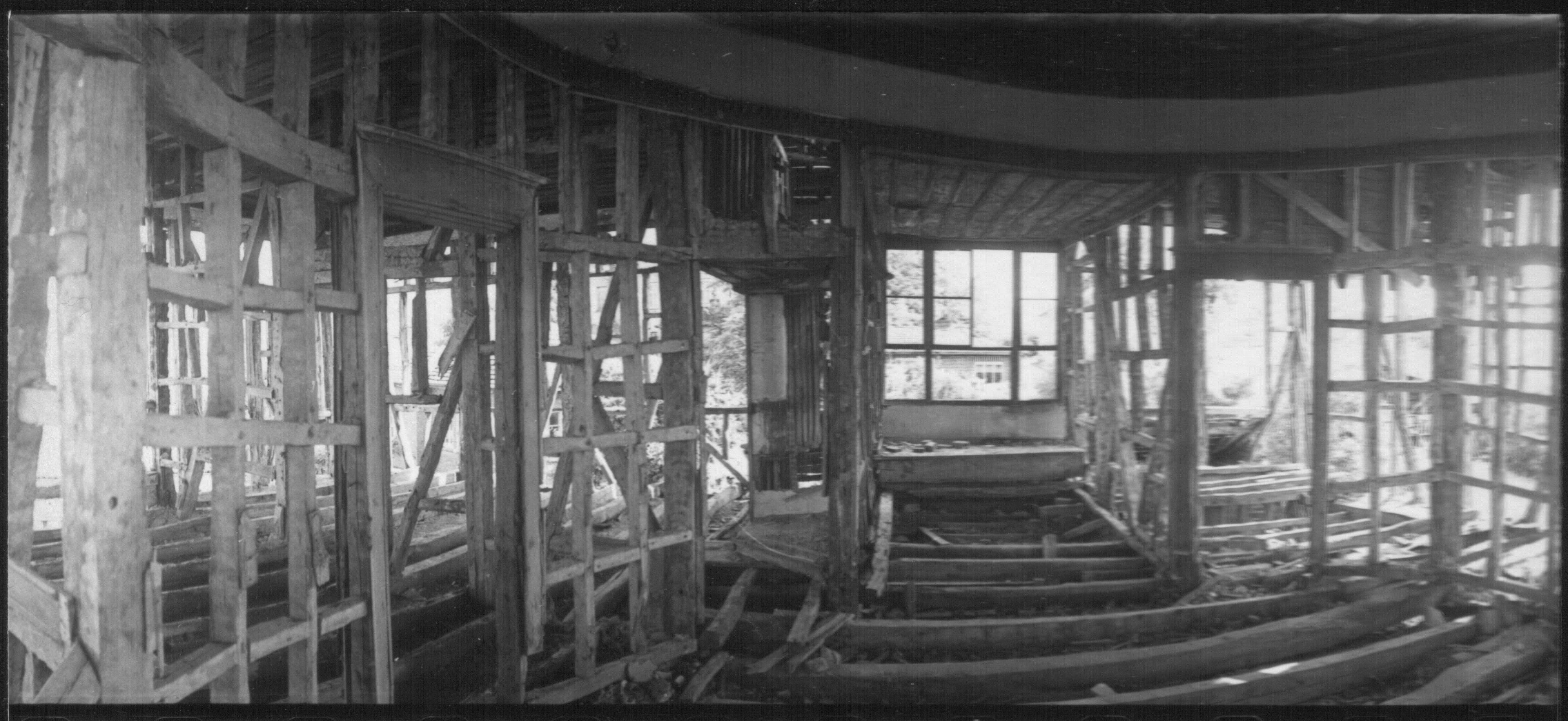
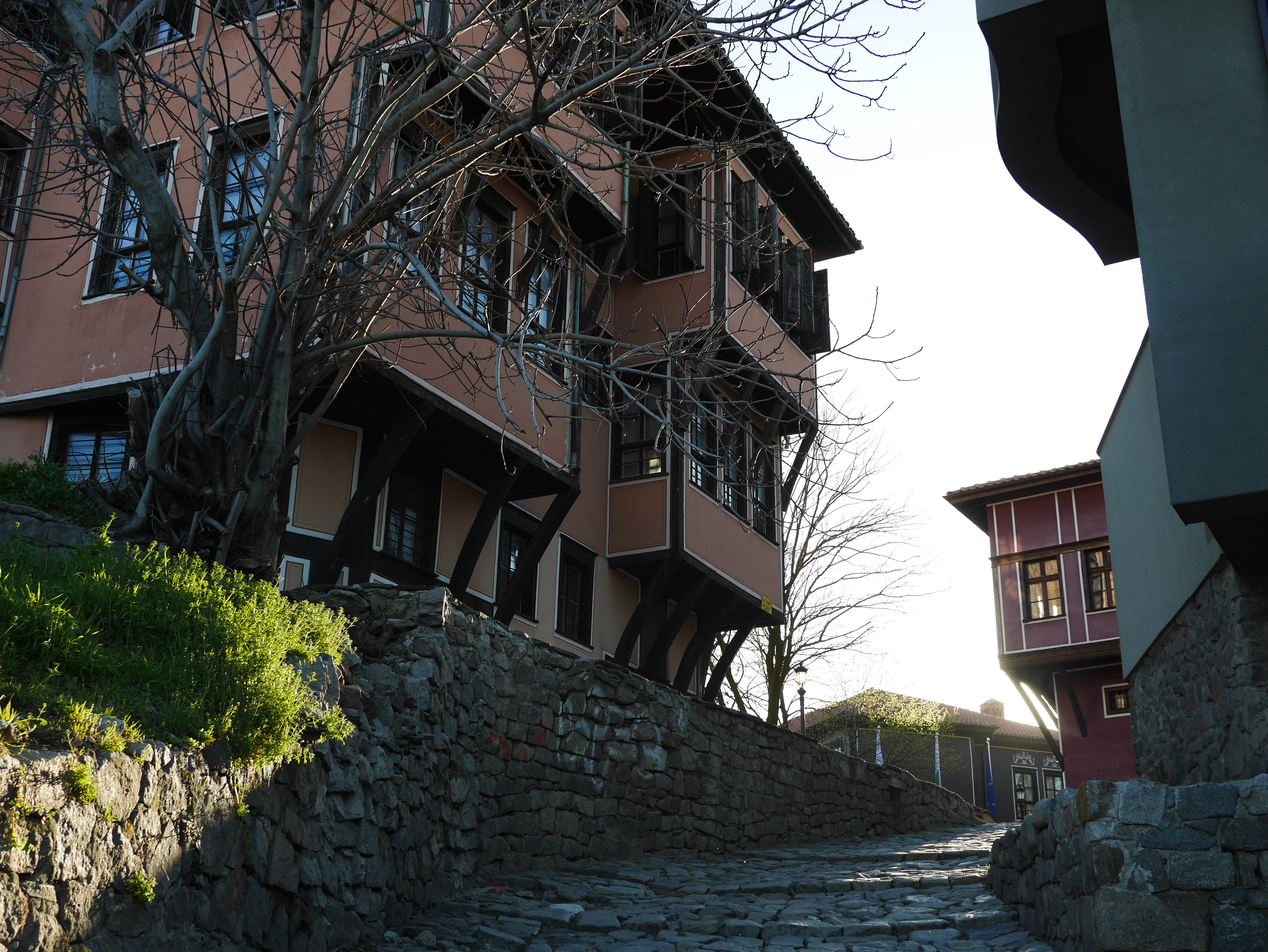